# Anoplistes gobiensis
Anoplistes gobiensis là một loài bọ cánh cứng trong họ Cerambycidae.